# M - L'Enfant du siècle
M - L'Enfant du siècle (M - Il figlio del secolo) est une série historique italienne en huit épisodes d'environ 55 minutes réalisée par Joe Wright, produite par Sky Television Italy et Pathé Italie en 2024, et diffusée du 10 au 31 janvier 2025 sur Sky Atlantic. Elle est l'adaptation de la pentalogie M : Le Fils du siècle d’Antonio Scurati. La série présente les débuts de la carrière de Benito Mussolini, de la fondation des Faisceaux italiens de combat en 1919, en passant par l’assassinat de l'homme politique socialiste Giacomo Matteotti en 1924 et à son discours au Parlement le 3 janvier 1925 jusqu'à son ascension au pouvoir.
Cette mini-série est inédite dans tous les pays francophones.

## Distribution
- Luca Marinelli : Benito Mussolini
- Francesco Russo : Cesare Rossi
- Barbara Chichiarelli : Margherita Sarfatti
- Benedetta Cimatti : Rachele Guidi
- Claudio Bigagli : général Guglielmo Pecori Giraldi
- Gabriele Falsetta : Roberto Farinacci
- Federico Majorana : Amerigo Dumini
- Federico Mainardi : Albino Volpi
- Paolo Pierobon : Gabriele D'Annunzio
- Daniele Trombetti : Cesare Forni
- Cosima Centurioni : Bianca Ceccato
- Lorenzo Zurzolo : Italo Balbo
- Gaetano Bruno : Giacomo Matteotti
- Vincenzo Nemolato : roi Victor-Emmanuel III
- Gianluca Gobbi : Cesare Maria De Vecchi
- Alberto Astorri : Luigi Facta
- Roberto De Francesco : préfet Alfredo Lusignoli
- Fulvio Falzarano : Giovanni Giolitti
- Massimo De Lorenzo : Alfredo Rocco
- Gianmarco Vettori : Dino Grandi
- Maurizio Lombardi : Emilio De Bono
- Giovanni Alfieri : Amleto Poveromo
- Michele Ferrantino : József Viola
- Elena Lietti : Velia Matteotti
- Matilde Potenza : Edda Ciano
- Amedeo Gullà : Augusto Malacria
- Taiyo Yamanouchi : Harukichi Shimoi
- Paolo Macedonio : Don Luigi Sturzo
- Jessica Piccolo Valerani : Ida Dalser
- Daniele Paoloni : Rodolfo De Bernardt
- Thomas Nebuloni : Neroncino
- Alfonso De Vreese : Federico Guglielmo Florio
- Stefano Cenci : Filippo Tommaso Marinetti
- Mauro Leuce : Quinto Navarra
- Alessio Del Mastro : Giavazzi
- Luigi Fiorentino : Francesco Saverio Nitti
- Giorgia Sinicorni : reine Hélène de Monténégro
- Federico Dilirio : officier Sarzana
- Ferdinando Gattuccio : officier Brufani
- Gioele Baldini : Bruno Mussolini
- Lorenzo Angelis : Vittorio Mussolini

## Fiche technique
Réalisateur : Joe Wright
Directeur de la photographie : Seamus Mc Garvey
Premier assistant opérateur : Emanuele Leurini
Ingénieur de la vision : Sandro Magliano
Chef électricien : Stefano Marino
Chef machiniste : Giorgio Pezzoti
Décors : Mauro Vanzatti
Costumes : Massimo Cantini Parrini
Son : Angelo Bonami
Montage : Valerio Bonelli
Dans une interview accordée à l'AFC, Seamus McGarvey indique que la série a été filmée avec des caméras Arri Alexa 35 sur lesquelles étaient fixées des objectifs Canon K35 Primes et Canon RF 50mm "Dream Lens". Les "Dream Lens" étaient utilisées notamment pour les plans rapprochés de Luca Marinelli s'adressant au spectateur.
Par ailleurs, le directeur de la photographie évoque dans l'entretien que des filtres noircis à la fumée de bougie étaient utilisés pour effectuer un effet de vignettage sur les bords des objectifs, donnant un effet "coloré à la nicotine". Cela ajoute également une diffusion de lumière sans utiliser de filtre de diffusion.

## Épisodes

### Épisode 1
Le 23 mars 1919, Benito Mussolini fonde les Faisceaux italiens de combat, un mouvement politique qui incarne ses convictions politiques révolutionnaires. Or l’obtention d’un consensus absolu est loin d’être atteinte car seules quelques centaines d’anciens combattants de la Première Guerre mondiale, ainsi que des personnes mutilées ou désespérées, ont rejoint le groupe. Outre cela, Mussolini se fait voler la vedette par le poète, héros de guerre et as du ciel Gabriele D'Annunzio, qui s’est emparé militairement de Fiume. Mussolini décide de se lancer dans les élections mais les socialistes, ses anciens camarades devenus ses ennemis, gagnent et son parti n’obtient aucune voix. Il est alors arrêté.

### Épisode 2
Libéré après sa défaite législative, Mussolini envisage pendant un temps de quitter la politique. Pour se défouler de sa défaite, il viole sauvagement sa secrétaire, Bianca Ceccato, qui tombe ensuite enceinte. Plus tard, une occasion inattendue fait changer d’avis Mussolini lorsque les grèves déclenchées par les socialistes paralysent le pays. Les propriétaires terriens et les industriels cherchent de l’aide auprès des fascistes pour rétablir l’ordre par la force. Les mouvements ouvriers et paysans sont alors réprimés tandis que les patrons et la bourgeoisie forment avec Mussolini une nouvelle alliance qui le fait entrer au Parlement.

### Épisode 3
Dans une Italie marquée par des classes belligérantes, la stratégie de Mussolini est de fomenter le désordre et la violence, de déstabiliser les institutions en place et de se présenter ensuite comme le seul rempart capable de rétablir l’ordre avec ses chemises noires. Son plan fonctionne jusqu'à ce qu'il se rende compte que les fascistes déchainés se retournent contre lui.

### Épisode 4
La violence des chemises noires terrorise à tel point les institutions que Mussolini prend conscience qu’au lieu de l’arrêter, il est temps de l’exploiter pleinement. Il décide d’organiser la Marche sur Rome, sachant qu’il n’aura aucune chance en cas de défaite. À sa stupéfaction, il devient chef du gouvernement.

### Épisode 5
Désormais au pouvoir, Mussolini, estimant qu'il n'a pas assez de pouvoir, souhaite organiser de nouvelles élections en créant une nouvelle loi qui lui assurera une majorité écrasante au Parlement. Don Sturzo, secrétaire du Parti populaire italien, tente de lui barrer la route mais Mussolini obtient son expulsion en échange de concessions envers l’Église catholique. La loi passe, Mussolini n’a besoin que d’un quart des voix pour avoir le pouvoir absolu. Pendant ce temps, à l’insu de leur chef, des chemises noires font massacrer Don Minzoni.

### Épisode 6
Pour assurer sa victoire électorale, Mussolini a ouvert les listes du parti fasciste aux politiciens de toute formation et afin d'être réélus, beaucoup abandonnent leur parti pour rejoindre le fascisme. Mais Forni, un leader fasciste charismatique et autoritaire, refuse leur entrée au nom de la pureté du mouvement. Mussolini, craignant de perdre le vote de ses électeurs, le fait battre à mort.

### Épisode 7
Après une victoire électorale qui a conduit Mussolini et ses alliés fascistes à dominer presque complètement le Parlement, la situation devient dramatique. Le député socialiste Giacomo Matteotti dénonce les violences et les fraudes commises par les chemises noires, appelle à l’annulation des élections et s’apprête à révéler une grave affaire de corruption qui impliquerait Mussolini lui-même. Ce dernier ordonne l’arrestation de Matteotti, qui est tué et dont le corps est caché.

### Épisode 8
La disparition de Matteotti d’abord, puis la découverte de son corps, choquent le pays tout entier, suscitant l’indignation et la suspicion envers le nouveau gouvernement. Les enquêtes démontrent l’implication directe d’hommes de confiance du Duce. Consolidant davantage son pouvoir, il assume la responsabilité morale de l’assassinat du socialiste lors d'un discours historique au Parlement, qui conduira au début d’une dictature de vingt ans.

## Accueil critique
Le Monde parle d'une série monumentale qui parvient non seulement à raconter l'ascension de Mussolini vers la dictature mais aussi à faire écho à l'actualité.
Slate souligne notamment les liens perceptibles avec la situation politique contemporaine aussi bien à l'international qu'italienne.
The Independent la qualifie de biopic épique avec une musique enivrante et où l’esthétique est une sorte de mélange entre la culture rave des années 90 et du film L'Homme à la caméra sorti en 1929.
TV Magazine évoque une « mise en scène, qui emprunte à la Commedia dell'arte, au comic book, à l’expressionnisme allemand, au futurisme et au tarentinesque, est d’une puissance inédite ».
Courrier international fait remarquer que la série suscite beaucoup de polémiques en Italie au moment de sa sortie sur le petit écran.
The Guardian parle d'un portrait brillamment interprété d’un monstre pathétique tout en regorgeant de visuels somptueux.
Première loue la série qu'elle qualifie de chef-d'œuvre de biopic, qui garde en apnée dans une fascinante fresque aux airs de Commedia dell'arte terrifiante.
The Hollywood Reporter admire une série effrayante et prémonitoire, loin d'être une leçon d’histoire aride, qui passerait son temps à expliquer ce qu'est le fascisme mais qui au contraire jette le spectateur directement dans le chaos, la violence et l’excitation frénétique de ce mouvement.
Télérama apprécie le côté tourbillon esthétique et le bombardement d’images dominé par un Duce qui s’adresse directement à la caméra, façon House of Cards.